# KkStB 135
Die Dampflokomotivreihe kkStB 135 waren Güterzug-Schlepptenderlokomotiven der kkStB, die ursprünglich von der Vorarlberger Bahn (VB) stammten. Die vier Lokomotiven wurden 1871 von Krauss in München an die VB geliefert. Sie bekamen die Namen LINDAU, VADUZ, ST. GALLEN und RHEIN. Nach 1891 wurden sie neu bekesselt. Die Tabelle zeigt die Dimensionen mit den neuen Kesseln.
Diese Lokomotiven der Bauart C hatten bei der VB erst die Nummern 7–10, später 17–20, wurden nach der Verstaatlichung von der kkStB zunächst als 31.01–04 eingereiht, dann 1894 in 35.91–94 umgezeichnet, bevor sie schließlich 1904 die Nummern 135.91–94 bekamen.
Nach dem Ersten Weltkrieg kamen drei Maschinen (135.91–92, 94) zur BBÖ, die sie 1927 und 1929 ausmusterte.
Die 135.93 kam als Reihe 196 zur FS.